# Tell Abada
Koordinaten: 34° 6′ 0″ N, 45° 7′ 12″ O
Tell Abada (arabisch تل عبادة, DMG Tall ʿAbāda) ist ein archäologischer Siedlungshügel (Tell) im irakischen Gouvernement Diyala. Abada wurde im Rahmen einer archäologischen Bergungsaktion ausgegraben, um Orte zu erforschen, die vom Stausee des Hamrin-Damms überflutet würden. Ausgrabungen ergaben Siedlungsperioden aus der Obed-Zeit I-III. Die Stätte ist wichtig, weil sie eine der wenigen war, an denen eine Siedlung aus der Obed-Zeit vollständig ausgegraben werden konnte.

## Der Standort und seine Umgebung
Die Stätte liegt in den Ausläufern des Zagros-Gebirges in der Region Hamrin, östlich des Flusses Diyala und 12 km südöstlich von Sadiyah. Sie misst 190 mal 150 m und erhebt sich 3,5 m über die umgebende Ebene. Ein weiterer nahe gelegener Ort aus der Obed-Zeit ist Tell Raschid, der 12 km nördlich von Tell Abada liegt.

## Geschichte der Forschung
Tell Abada konnte nur während einer einzigen Grabungssaison von Dezember 1977 bis Juli 1978 unter der Leitung von Sabah Abboud Jasim erforscht werden. Etwa 80 % des Geländes wurden ergraben, und an zwei Stellen wurde der Mutterboden (ungestört durch menschliche Aktivitäten) erreicht. Die Tatsache, dass Tell Abada fast vollständig ausgegraben wurde, macht ihn zu einem wichtigen Ort in der Erforschung der Obed-Zeit.
Etwa neunzig vorschriftliche Token wurden vor Ort gefunden, hauptsächlich in Gebäude A (Ebene I und II). Einige der Stücke waren in Gruppen gesammelt. Beispielsweise wurden im Gebäude A Level I sechzehn Stücke in einer "unbemalten, karinierten Schale vom Typ Hajji Muhammad" gefunden. Diese Gruppe bestand aus "8 Kugeln, 4 Kegeln, 2 Scheiben, 1 Stab, 1 einfachen 'Tablette'".

## Besiedlungsgeschichte
Es wurden drei verschiedene Siedlungsstufen aus dem 5. Jahrtausend v. Chr. erkannt, die auf eine Übergangsphase zwischen der Samarra- und der Obed-Periode (Stufe III), nach einer Lücke spätes Obed 2 (Stufe II) und frühes Obed 3 (Stufe I) datieren.
Die architektonischen Überreste der Ebene III bestanden aus zwei Häusern mit mehreren rechteckigen Räumen und mit Gips verputzten Wänden. Diese Gebäude wurden aufgrund der Anwesenheit von großen Vorratsgefäßen, rotem Ocker und drei nahe gelegenen Brennöfen als Produktionsstandort für Töpferwaren interpretiert. Die Brennöfen befanden sich auf einem offenen Gelände und waren von unterschiedlicher Art und Form. In einem Fall wurde vermutet, dass es sowohl zum Brennen von Töpferwaren als auch zur Lebensmittelproduktion verwendet worden sein könnte. Große Mengen von bemaltem Samarra und Obed 1 wurden mit einer breiten Palette verschiedener dekorativer geometrischer Motive geborgen, darunter Keramik mit sowohl Samarra- als auch Obed-1-Eigenschaften. Zwischen den Ebenen III und II scheint es einen klaren Bruch in der Besiedlungsgeschichte gegeben zu haben.
Ebene II bestand aus 11 Gebäuden, die durch Straßen und schmale Gassen getrennt waren. Die Gebäude haben ein klares Design mit einem dreigliedrigen Grundriss mit Räumen, die um einen T-förmigen Innenhof angeordnet sind. Die Mauern wurden aus Lehmziegeln errichtet. Eines der größten Gebäude (Gebäude A) in der Mitte des Geländes hatte mit Strebepfeilern verzierte Außenwände, was darauf hinweist, dass es möglicherweise eine besondere Funktion hatte. Dort wurde eine große Anzahl von Kinderbestattungen gefunden. Zu den Designs auf der bemalten Keramik gehörten geometrische Motive sowie naturalistischere Darstellungen. Mit Einschnitten und Eindrücken verzierte Keramik war ebenfalls üblich. Weitere Funde waren Tonfiguren von Tieren und Menschen, Steinwerkzeuge wie Mühlen, Mörser, Keulenköpfe und Knochenwerkzeuge wie Nadeln und Spatel.
Zwischen der Architektur von Ebene II und Ebene I bestand ein gewisses Maß an Fortsetzung. Bemalte Töpferwaren waren weit verbreitet und wurden häufig mit Töpferscheiben hergestellt, und Dekorationen hatten gemeinsame Merkmale mit denen, die sowohl an nördlichen als auch an südlichen Obed-Standorten beobachtet wurden. Diese Dekorationen waren sowohl geometrisch als auch naturalistisch.

### Bestattungen
Eine große Anzahl von Kinderbestattungen (127) wurde aus den oberen zwei Ebenen der Stätte geborgen. Die meisten dieser Kinder waren jünger als zwei Jahre. Die Leichname lagen in einer flachen Schüssel, die mit einer zweiten Schüssel bedeckt war, die dann zusammen unter den Fußböden der Häuser begraben wurden. Fast die Hälfte der Bestattungen stammte aus Gebäude A, was die offensichtliche Bedeutung dieses Gebäudes verstärkt, die sich auch in seiner Wanddekoration und Größe zeigt. Die Ausgräber haben die Umgebung des Geländes nach Hinweisen auf eine Begräbnisstätte für Erwachsene abgesucht, aber keine gefunden.

## Weiterlesen
- Sabbah Aboud Jasim: The Ubaid period in Iraq. Part i: recent excavations in the Hamrin region. B.A.R., Oxford 1985, OCLC 715406987 (stonybrook.edu).